# Susanne Ristow

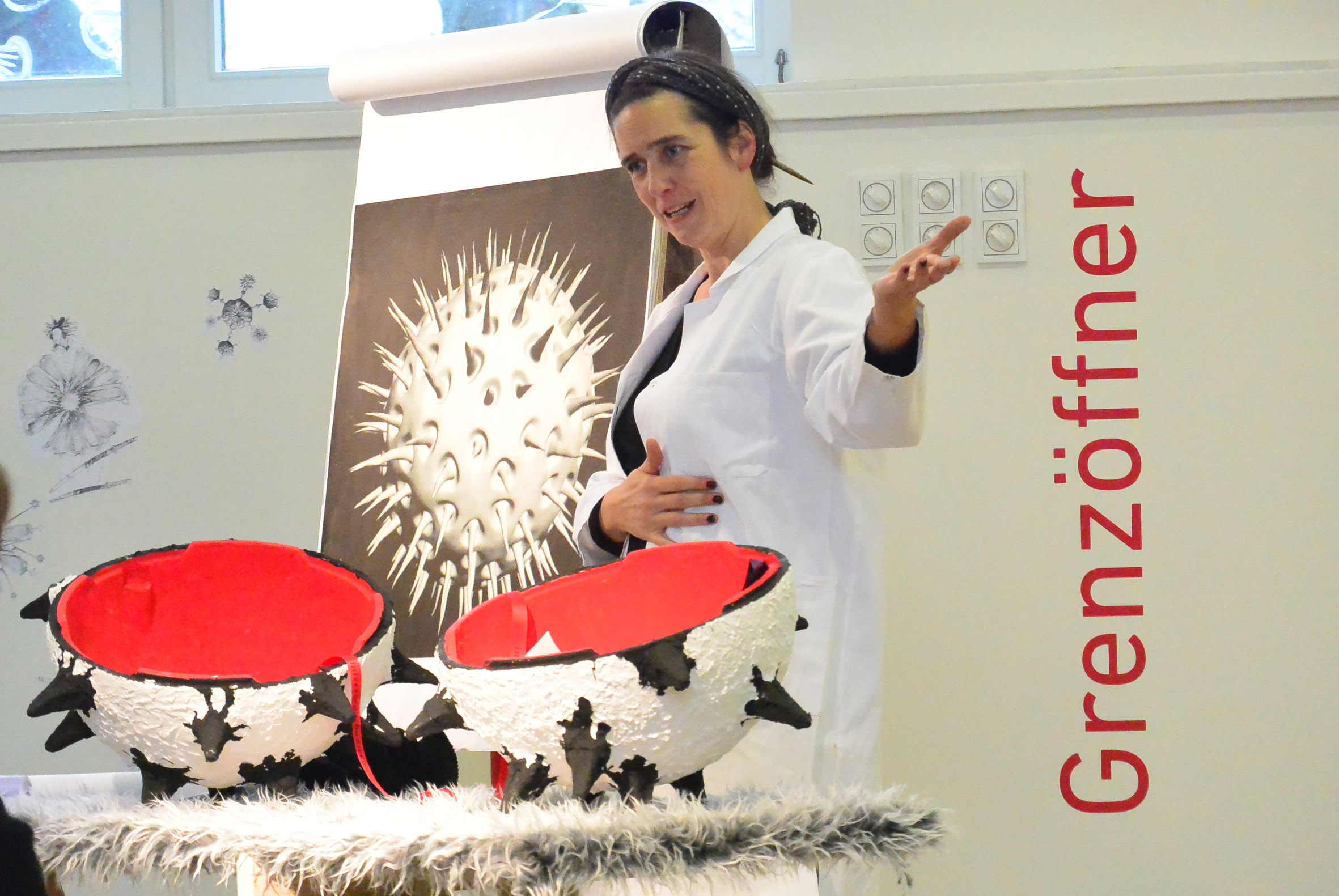
Susanne Ristow in Aktion im Kunstpalast Düsseldorf, 2017

Susanne Ristow (* 1971 in Lübeck) ist eine deutsche bildende Künstlerin.

## Leben
Ristow studierte 1990–1992 freie Kunst an der Hochschule für bildende Künste (HBK) Braunschweig bei Roland Dörfler. Von 1992 bis 1993 hatte sie einen Studienaufenthalt in Madrid, Spanien. Sie studierte von 1993 bis 1997 weiter freie Kunst an der Kunstakademie Düsseldorf und erhielt den Akademiebrief der Staatlichen Kunstakademie, Düsseldorf und den Meisterschülertitel durch Jannis Kounellis, Rom.
1999 erhielt Ristow ein Graduiertenstipendium des Deutschen Akademischen Austauschdienstes (DAAD) für Neapel, Italien (Agitatorische Zeichnung), 2000 war sie Stipendiatin der Aldegrever Gesellschaft, Münster.
10 Jahre lang, von 2000 bis 2010 war sie Dozentin und Kuratorin am Kulturforum Alte Post in Neuss. Ristow ist seit 2002 als Kunstvermittlerin in der Kunstsammlung Nordrhein-Westfalen, dem Museum Kunst Palast (beides in Düsseldorf) sowie im Lehmbruck-Museum (Duisburg) tätig.
Sie begann die Beschäftigung mit Viren und Viralität um 2010 bei einem Aufenthalt in China als Artistic Research, woraus später eine medienkulturwissenschaftliche Promotion zur Kulturvirologie wurde. 2013 wurde sie vom Goethe-Institut beauftragt eine Kunstvermittlungsreihe in Südamerika durchzuführen.
Im Jahr 2014 begann Ristow ein Promotionsstudium im Fach Medien- und Kulturwissenschaft an der Philosophischen Fakultät der Heinrich-Heine-Universität Düsseldorf (HHU), dazu erhielt sie ein Promotionsstipendium der Andrea von Braun-Stiftung, München. 2016 hatte sie einen Arbeitsaufenthalt in der Fondazione Morra, Neapel, seit 2017 arbeitete sie mit am Institut für Medien- und Kulturwissenschaft der HHU. Sie schloss ihre Promotion 2019 ab.
Seit 2006 ist sie Vorsitzende des Kunstvereins Capribatterie e. V., der einen Kunsttransfer zwischen Neapel und Düsseldorf organisiert. In diesem Zusammenhang kuratiert sie Ausstellungen. Sie ist Vorstandsmitglied im Künstlerverein Malkasten, Düsseldorf (seit 2019) und Initiatorin des Düsseldorfer Kooperationsbündnisses Kunstvirus 2020.
Ristow lebt und arbeitet als Künstlerin und Kunstvermittlerin in Düsseldorf.

## Ehrungen und Auszeichnungen
- 1999 Graduiertenstipendium des Deutschen Akademischen Austauschdienstes
- 2001: Joseph- und Anna-Fassbender-Preis, Brühl
- 2000 Stipendiatin der Aldegrever Gesellschaft, Münster.
- 2010 Auslandsstipendium der Staatskanzlei NRW für Neapel, Italien
- 2016 Promotionsstipendium der Andrea von Braun-Stiftung, München

## Ausstellungen (Auswahl)
Soli
- 2020 Trickster Spazio Amira, Nola (Katalog)
- AMBULANZ/////Doc Su & Trickster, Das Prinzip Virus Domus Ars, Neapel
- Lecture Performance SPARTA LIVE Kunstakademie Düsseldorf
- Decapitation Lantz´scher Skulpturenpark auf Einladung des Kunsthalle Düsseldorf
- 2019 Medusa Touch PAN Palazzo degli Arti di Napoli, Neapel (Katalog)
- 2018 Sleeper (mit Ralf Berger), Antichambre, Düsseldorf
- 2017 Viral Love XC Hua Galleries Berlin/Beijing
- Vorsicht, ansteckend! Experimente mit Bildern Museum Kunstpalast Düsseldorf (Katalog)
- 2015 Irre (mit Martin Bochynek) Urbane Intervention Neapel (Katalog)
- Lecture Pure Content Museum Kunstpalast Düsseldorf (Katalog)
- 2014 Infectious Basterds (mit Martin Bochynek) Kunsthallen Rottstr. 5, Bochum
- Cinacittà Museo Provinciale Salerno
- Der Kabuki Transfer Matthias Küper Galleries Stuttgart
- 2013 Lecture Cinacittà Museum Kunstpalast Düsseldorf
- 2012 Bridal Expo Matthias Küper Galleries Beijing
- Viral Attac Teatro Kostja Treplev und Cinacittà Street Art, Neapel
- 2010 Videoprojekt Cinacittà Fondazione Morra, Neapel
- 2009 Das Adonis Depot (Dokumentation) Kunsthalle Düsseldorf
- 2008 Eckige Eier (mit Angela Fette) Acker_99 Düsseldorf
- Frau R. packt endlich aus Museum Ratingen
- Das Adonis Depot OneNightStand im Neusser Hafen
- 2005 mammaromamontage Bochynek Galerie, Düsseldorf
- 2004 Siamo tutti in pericolo Il Laboratorio, Neapel
- 2003 Einsame Helden Bochynek Galerie, Düsseldorf
- 2002 Absturz Städtische Galerie Kaarst (Katalog)
- 2001 Augenblick Fassbender Preis, Städtische Rathausgalerie, Brühl
- 2000 Wahre Männer Galerie Brüning & Zischke, Düsseldorf
- Disegno Agitatorio Fabbrica degli Arti Neapel (Katalog)
- Agitatorische Zeichnung Italienisches Kulturinstitut Berlin (Katalog)
- 1999 Break Galerie Hubertus Wunschik, Mönchengladbach
- Displaced Body Palazzo Marigliano (Casa de Saint Phalle), Neapel
- Agitatorische Zeichnung Urbane Intervention, Neapel

Kooperationen:
- 2020 AMBULANZ/////Doc Su & Trickster
- MALKASTEN REVISITED mit Claus Föttinger und Karl Heinz Rummeny/ Jacobihaus und Parkhaus im
- Malkastenpark Düsseldorf
- EUROPA mit Lina Franko, Andi Slawinski und Melanie Richter/ Malkastenpark Düsseldorf
- ANGELIKA in der Reihe CULTURE LOOP Kooperation mit dem Frauenkulturbüro NRW
- TURBO URBAN Hotel Friends, Düsseldorf
- 2019 AMBULANZ/////Doc Su & Trickster, Lecture Performances im Jacobihaus/Malkasten, Düsseldorf
- NEAPOLIS CONCEPT STORE Ralf Berger, Jörg Paul Janka, Mario Persico, Mariarita Renatti, Susanne Ristow,
- Gregor Schneider, Vittorio Zambardi, Galerie Peter Tedden Düsseldorf und CAPRIBATTERIE e.V., kuratiert von Martin Bochynek
- 2016 diverse Kooperationen mit dem Qualleninstitut, Düsseldorf
- 2015 Lecture Der Wäschereport NRW-Forum, Düsseldorf
- 2014 Another Place/ Another Space/ Together, Viral Preview Lecture Performance, Quadriennale Düsseldorf
- Writings Italienisches Kulturinstitut, Tokyo und Palazzo Ferrini Cini, Roma
- 2013 Präsentation Edition Cinacittà Kunsthalle, Düsseldorf
- 2011 Cinacittà Leopold-Hoesch-Museum und urbane Intervention, Düren
- 2009 Screening CAPRIBATTERIE e.V. Fondazione Morra, Napoli
- 2006 Screening CAPRIBATTERIE e.V. Kunsthalle, Düsseldorf
- Feierabend Bochynek Galerie, Düsseldorf
- 2004 verantwortlich: Die Verantwortlichen Bochynek Galerie, Düsseldorf
- Schöne Aussicht (Kounellis Klasse) Museum Schloß Benrath, Düsseldorf (Katalog)
- 2002 Noi Französisches Kulturinstitut, Neapel (Katalog)
- 2001 Seta di S.Leucio Villa Rufolo Ravello (Katalog)
- 2000 kjubh Kunstverein e.V., Köln
- cultural sidewalk Projekt von „Vektor K.“, Wien

## Publikationen (Auswahl)
Ausstellungskataloge
- 2019 NEAPOLIS CONCEPT STORE Ralf Berger, Jörg Paul Janka, Mario Persico, Mariarita Renatti, Susanne Ristow, Gregor Schneider, Vittorio Zambardi, Galeriekatalog Peter Tedden Düsseldorf, Text: Martin Bochynek
- 2018 Meduse Magazin, Text: Mimmo Grasso Viral Love Magazin, Text: Susanne Ristow Beiing/Berlin Galeriekatalog, XC HuA Galleries
- 2015 Irre Magazin, Text: Martin Bochynek Pure Content Magazin
- 2014 Fliegeralarm. Viral Attac Magazin
- 2011 Cinacittà Exposé für Leopold-Hoesch-Museum, Text: Rita Schulze-Vohren
- 2009 Das Adonis Depot Ausstellungskatalog, Text: Georg Imdahl
- 2007 Mammaromamontage Text: Gespräch mit Paul Baiersdorf
- 2006 Ristow 2003 – 2008, Texte: Martin Bochynek
- 2003 Einsame Helden, Text: Martin Bochynek
- 2002 Absturz Städtische Galerie Kaarst
- 2001 Außendienst Galerie Art´s Events Benevento Text: Massimo Bignardi
- 2001 Augenblick Ausstellungskatalog Fassbender-Preis, Text: Helga Meister
- 2000 disegno agitatorio/ agitatorische Zeichnung Italienisches Kulturinstitut Berlin, Text: Luigi Castellano (LUCA) Il disegno Agitatorio Fabbrica del Lunedí Napoli, Goethe-Institut Neapel, Text: Nadia van der Grinten, Annibale Caracci
- 1998 Bildnerei (Teil 2)
- 1996 Bildnerei (Teil 1) artform Galerie Aachen

Editionen und Künstlerbücher:
- 2018 Il buio è una bugia della luce (Die Quallenedition) mit einem Text von Mimmo Grasso, Grußwort von Roberto Esposito und einem Gedicht von Sylvia Plath, 60 × 25 cm, 6 Farbradierungen mit Fluoreszenz, 25er Auflage, Il Laboratorio Nola/Napoli (Hg.)
- 2015 Semilibertà Fotodruck auf Amalfibütten, 20 × 30 cm, 6er Auflage, Druckwerkstatt Gerresheim
- 2014 Grüne Energie 10 Farbradierungen, 10 Lichtdrucke von japan. Kalligrafien des Philosophen Kukai 28 × 20 cm, 30er Auflage, Druckwerkstatt Gerresheim (Hg.)
- 2013 Der Kabuki Transfer Japanisches Skizzenbuch, 16 × 20 cm Museum Bietigheim-Bissingen
- 2009 – 2014 Deutsche (Viren)Kunst 60 Übermalungen und Collagen, 30 × 25 cm
- 2012 CINACITTÀ 10 Farbradierungen, 10 Taschen mit chinesischen Kalligrafien, 58 × 41 cm 30er Auflage Il Laboratorio Nola/Napoli (Hg.)
- 2008 Das Adonis Depot übermalte, antiquarische Michelangelodokumentation, 90 Übermalungen, 35 × 45 cm
- 2004 Siamo tutti in pericolo 5 Farbradierungen 40 × 60 cm 30er Auflage, Il Laboratorio Nola/Napoli (Hg.)
- 2003 Einsame Helden 4 Radierungen 26 × 32 cm 12er Auflage, Druckwerkstatt Gerresheim (Hg.)
- 2002 Verwicklung 3 Farblithografien 48 × 60 cm 40er Auflage, Druckwerkstatt Kätelhön (Hg.) Pompeijanisch Rot 8 Farbradierungen 86 × 76 cm 20er Auflage, Druckwerkstatt Kätelhön
- 2001 displaced body 24 Digitaldrucke 20 × 24,5 cm 10er Auflage panni 8 Radierungen auf schwarzem sizilianischen Conti-Bütten 39 × 29 cm 10er Auflage
- Sicilia I Künstlerbuch, 16 Motive auf 32 Seiten, Tusche auf sizilianischem Bütten, 20 × 15 cm
- Sicilia II Künstlerbuch, 48 Seiten, Tusche auf sizilianischem Bütten, 35 × 40 cm
- Innocenza Kassette mit großformatigem Buch aus Seidenbrokat mit doppelseitigen Zeichnungen in roter Tusche, 90 × 70 cm
- 2000 Die agitatorische Zeichnung / Berlin Dokumentationskassette zum gleichnamigen Projekt 25 × 20 cm 5er Auflage
- 2000 Berlin 120 Übermalungen 22 × 18 cm
- uomini veri 10 Radierungen mit Siebdruck 26 × 29 cm 30er Auflage Hrsg.: Il Laboratorio Nola/Napoli
- Salome und ihre Schwestern 3 Farbradierungen 37 × 53 cm 12er Auflage Druckwerkstatt Gerresheim o. T. farbige Siebdrucke 40 × 60 cm 12er und 6er Auflagen, Edition Grimm, Magdeburg (Hg.)
- 1999 Phantombild 120 Farbradierungen 40 × 35 cm Monotypien Druckwerkstatt Kätelhön innerer Dialog 15 rote Radierungen 20 × 29 cm 30er Auflage
- Die agitatorische Zeichnung / Napoli Künstlerbuchdokumentation zum gleichnamigen Projekt 30 × 21 cm, 10er Auflage
- 1998 Napoli Fundus für die agitatorische Zeichnung, übermaltes Justizministerialblatt1900, 30 × 21 cm
- 1992 Madrid übermaltes antiquarisches Buch aus Paris, 260 Seiten, 20 × 16 cm

Artistic Research und medienkulturwissenschaftliche Publikationen:
- 2020 Kulturvirologie. Das Prinzip Virus von Moderne bis Digitalära De Gruyter Verlag Berlin (anlässlich der Corona-Pandemie überarbeitete Promotionsschrift, gefördert von der AvB-Stiftung München und Betz Stiftung Düsseldorf) Audiovisualität. Partizipative Vermittlungskonzepte am Beispiel Fluxus in: Rüdiger, Wolfgang (Hg.): Lust auf Neues?! Wege der Vermittlung neuer Musik, Augsburg 2020
- 2019 Das Virus als Medium. Virale Interaktionsmodelle in der Kultur des 20. und 21. Jahrhunderts Onlinepublikation an der Landes- und Universitätsbibliothek der Heinrich-Heine-Universität Düsseldorf unter https://docserv.uni-duesseldorf.de/servlets/DocumentServlet?id=48701
- 2018 Das Virus als Medium. Forschungsbericht in: Briefe zur Interdisziplinarität, AvB-Stiftung München
- 2017 Vorsicht, ansteckend! Experimente mit Bildern Ausstellungsbroschüre in Kooperation mit der Abteilung Bildung des Museum Kunstpalast Düsseldorf
- 2016 Mehr oder weniger freiwillig. Zum Stellenwert des Ehrenamtes in japanischen und deutschen Museen in: Bolduan, Anka/ Scheda Nicole (Hg.) Inspirationen für die kulturelle Bildung - Museumspädagogik in Japan und Deutschland Standbein/Spielbein No. 104/2016
- 2015 Kunst vs. Vermittlung. Eine persönliche Positionierung online unter http://susanneristow.com/kunst-vsvermittlung_positionierung/
- 2014 Virabilia Dokumentation schulischer Experimente mit Kunst-Viren, Text: Silvia Hartung
- 2010–2012 diverse Textbeiträge für Onlinepublikationen der Goethe Institute in Taschkent, Lima, Bogotá, La Paz und Cordoba unter www.pedagogiademuseos.org/nos-reunimos
- 2012 Case Studies of Museum Education Experience Project Dokumentationsband für das National Museum of China (NMC) in Kooperation mit Goethe-Institut Beijing